# 21399 Bateman
A 21399 Bateman (ideiglenes jelöléssel 1998 FG57) a Naprendszer kisbolygóövében található aszteroida. A LINEAR projekt keretében fedezték fel 1998. március 20-án.